# Des Geyers schwarzer Haufen
 (janvier 2025).
Des Geyers schwarzer Haufen est un groupe allemand de musique médiévale. Leur nom — signifiant littéralement la Compagnie noire de Geyer — fait référence à la Guerre des Paysans allemands, durant laquelle le chevalier Florian Geyer était à la tête d'un groupe de paysans rebelles, appelé la Compagnie noire.

## Histoire
Albrecht Schmidt-Reinthaler forme le groupe en 1983 sous le pseudonyme  « Spielmann Albrecht » avec Ulrich von Olnhausen. Depuis sa séparation en 1999, la nouvelle formation avec Martin Ernst dit « Bruder Martin » et Ralf Glenk (dit « Ralf der Saitengreifer ») se produit en concert selon la tradition des ménestrels. Martin Ernst et Ralf Glenk sont remplacés en 2011 par Andreas Berg (instruments à vent, clavecin, percussions) et Bernd Settgast (divers instruments à cordes). Son répertoire de chansons est en grande partie interprété sur de nombreuses reproductions instruments historiques.
Les anciens membres Thomas Roth, Albert Dannenmann et Jost Pogrzeba jouent avec Georg Hesse, Maik Walter et Elias Maier jusqu'en juin 2014 sous le nom de Geyers, musique médiévale avec des éléments rock.

## Postérité
Certaines chansons du groupe allemand sont adaptées en anglais par le groupe de folk rock Blackmore's Night et notamment : Stella Splendens (1997) en Locked within the Crystal Ball sur l'album Secret Voyage (2010), ; Was wollen wir trinken .. (1997)  en All for One  sur l'album Ghost of a Rose (2003), ou Ballade von den Vogelfreien (1992) en Fires at Midnight sur l'album homonyme (2001),, et que Ritchie Blackmore a auparavant jouée avec le groupe germanique sous le titre Göttliche Devise.

## Discographie
- 1986 : Die Erste (compilation de pièces des guerres paysannes et de la guerre de trente ans)
- 1988 : All Voll
- 1992 : Balladen übe Liebe, Leben und Tod (poèmes du français François Villon mis en musique)
- 1997 : Stella Splendens (compilation de morceaux de musique historiques)
- 2004 : Wo man singt
- 2009 : 25 Jahre Spielmann Albrecht (CD solo d'Albrecht Schmidt-Reinthaler)
- 2016 : Abra@cadabra